# Да оцелееш
„Да оцелееш“ (на английски: Staying Alive) е американски танцов музикален филм от 1983 г. и продължение на „Треска в събота вечер“ (1977). Режисиран от Силвестър Сталоун, който също ко-продуцира и написа филма с Робърт Стигууд (продуцент) и Норман Уекслър (сценарист) от първия филм. Във филма участват Джон Траволта, който повтаря ролята си на Тони Манеро, с Синтия Роудс, Финола Хюс, Джойс Хайзър, Джули Бовасо, и танцьорите Виктор Мануел и Кевин Мороу.